# Conseil juridique de l'Exécutif fédéral
Le Conseil juridique de l'Exécutif fédéral (CJEF), est une dépendance du gouvernement fédéral mexicain, créée le 15 mai 1996, sous la présidence d'Ernesto Zedillo.

## Fonctions
Son rôle est l'examen et la validation des instruments juridiques qui sont soumis au Président des États-Unis mexicains, comme les arrêtés, les accords, etc. Ce conseil a de plus la tâche d'élaborer ou de participer à l'élaboration des projets de loi que la présidence présente au Congrès. Il assure également la représentation légale du président mexicain dans les actions en anti-constitutionnalité et dans les controverses constitutionnelles prévue par la Constitution fédérale, ainsi que dans tous les procès auquel celui-ci pourrait prendre part.
Dans l'article 26 de la Loi Organique de l'Administration publique fédérale, le Conseil juridique de l'Exécutif fédéral est mentionné avec le rang de secrétariat d'État.